# Outback

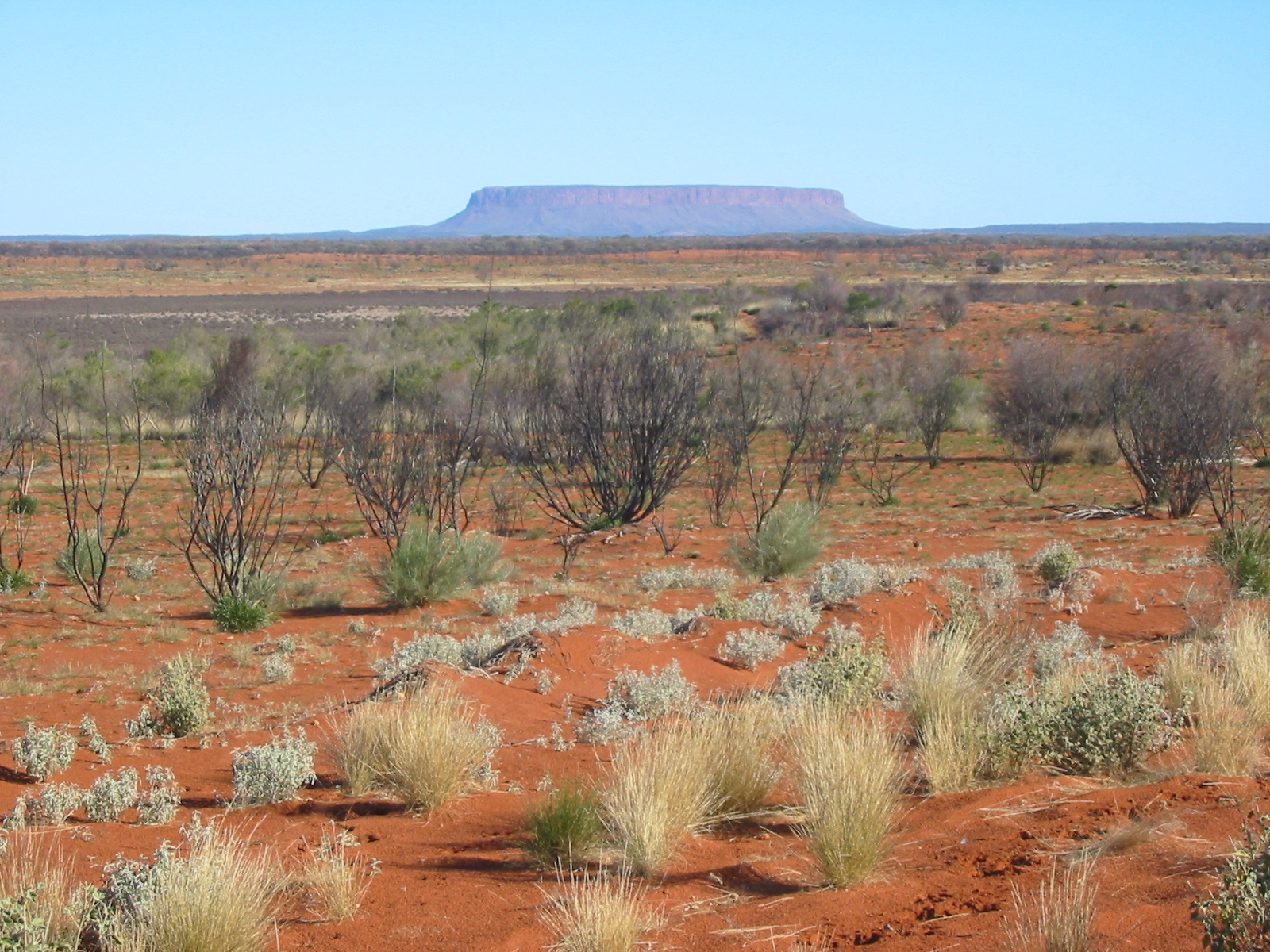
Cảnh quan trên vùng đồng bằng lòng chảo đầy cát và muối tại núi Connor,miền Trung nước Úc

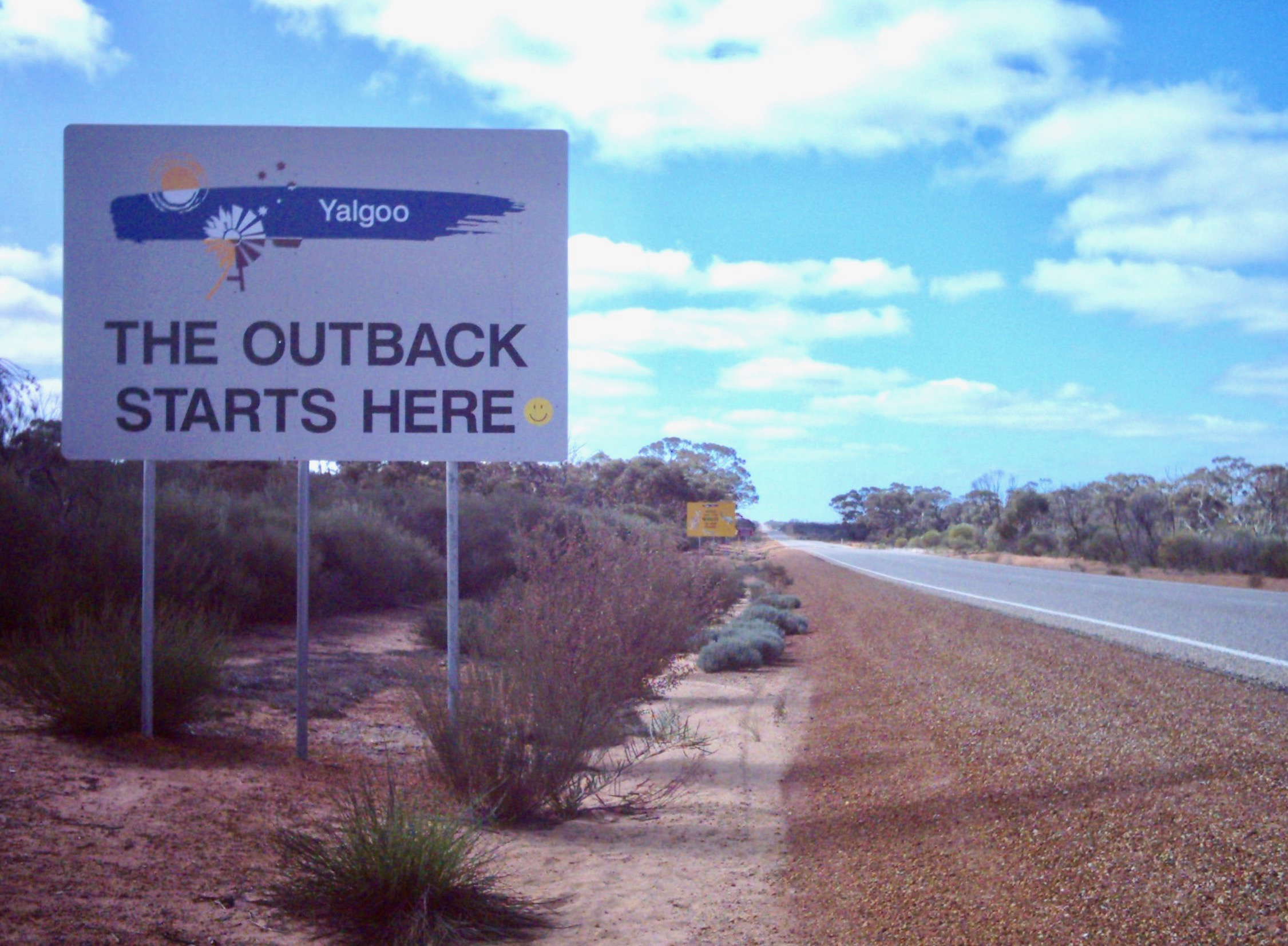
Một tấm bảng du lịch đánh dấu khu vực Outback tại Yalgoo, bang Tây Úc

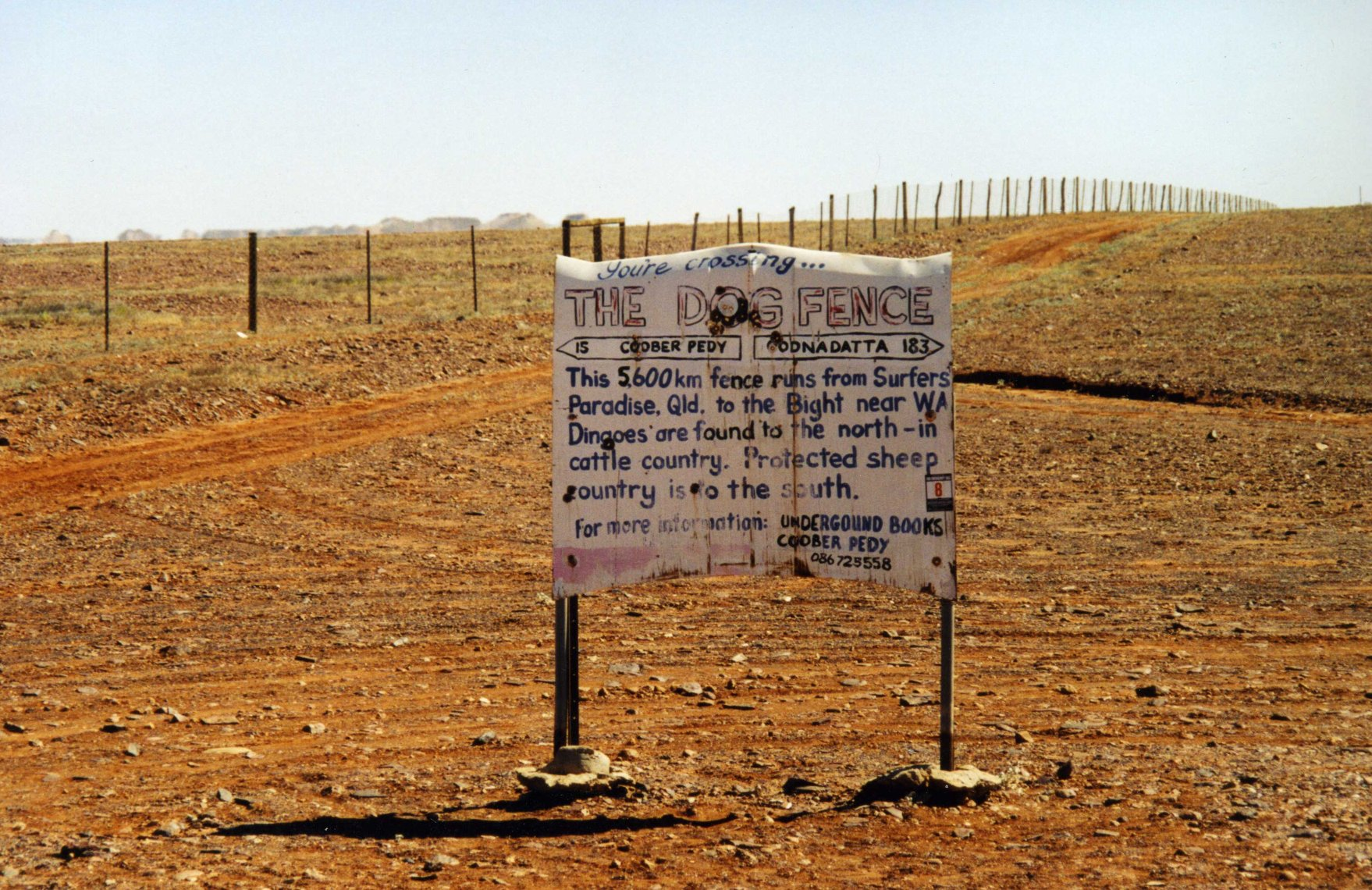
Hàng rào ngăn chó Dingo gần Coober Pedy

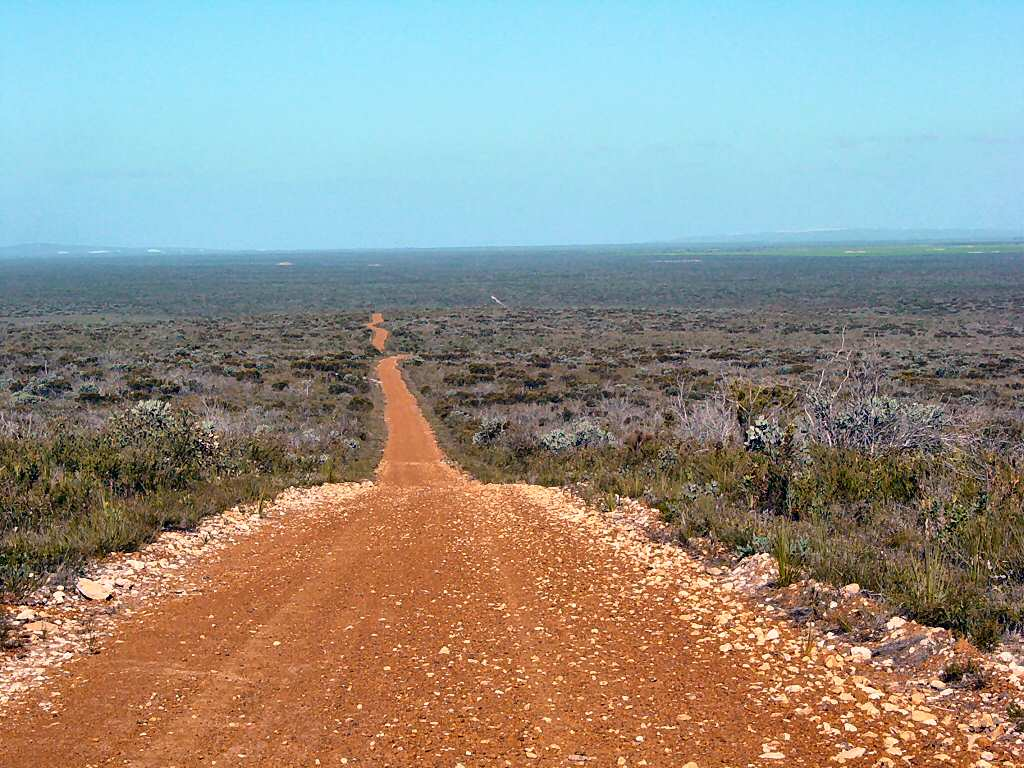
Công viên quốc gia sông Fitzgerald ở miền Trung nước Úc

Outback là những vùng đất xa xôi hẻo lánh, rộng lớn và khô cằn của Úc. Từ "outback" nói chung để chỉ những địa điểm tương đối hẻo lánh hơn so với "the bush", vốn để chỉ mọi vùng đất nào nằm ngay phía ngoài các vùng đô thị lớn. Về phạm vi, vùng Outback gồm toàn bộ Bắc Úc, đại bộ phận bang Tây Úc (sau khi trừ vùng ven biển tây nam quanh Perth), đại bộ phận bang Nam Úc (sau khi trừ vùng ven biển phía nam quanh Adelaide), phần lớn bang Queensland (sau khi trừ vùng phía đông và dải bờ biển từ Cooktown đến Townsville), và vùng tây bắc New South Wales.

## Lịch sử
Những cuộc thám hiểm đầu tiên của người Châu Âu đến các vùng đất nội địa của Úc tương đối hiếm hoi. Hầu hết tập trung vào các khu vực dễ tiếp cận và màu mỡ hơn ở ven biển. Nhóm đầu tiên đã vượt thành công Dãy núi Blue, phía ngoài Sydney, dẫn đầu bởi Gregory Blaxland vào năm 1813, 25 năm sau khi thiết lập thuộc địa tại đây. Sau đó là các cuộc thám hiểm bởi John Oxley vào năm 1817, 1818, và 1821, rồi đến Charles Sturt trong giai đoạn 1829-1830. Các cuộc thám hiểm tìm cách đi dọc các con sông chảy về hướng tây để tìm một "vùng biển nội địa", tuy nhiên tất cả đều nhận thấy các dòng chảy đều hướng về sông Murray và Darling, là các con sông hướng về phía nam. Trong giai đoạn 1858 - 1861, John Mcdouall Stuart với 6 cuộc thám hiểm phương bắc từ Adelaide đã thành công trong việc tiến đến bờ biển phía bắc nước Úc và trở về mà không mất một thành viên nào. Trái ngược với cuộc thám hiểm xuyên lục địa xấu số của Burke và Wills vào năm 1860-61, được trang bị tốt hơn nhưng cuối cùng dẫn đến cái chết của 3 thành viên.
Hệ thống đường dây điện tín trên bộ đã được xây dựng trong thập niên 1870, theo tuyến đường được xác định bởi Stuart.
Các cuộc khám phá những vùng đất xa xôi hẻo lánh vẫn tiếp tục cho đến tận thập niên 1950, khi Len Beadell khám phá, lập bản đồ và xây dựng các tuyến đường phục vụ cho các cuộc thử nghiệm vũ khí hạt nhân ở Emu Field và Maralinga cũng như các cuộc thử nghiệm tên lửa ở khu vực cấm Woomera. Mặt khác, Các mỏ khai thác khoáng sản mới cũng được tìm thấy và phát triển nhờ vào các cuộc thăm dò khoáng sản.
Trong lúc các nhà thám hiểm đã sử dụng ngựa để băng qua các vùng đất xa xôi từ sớm, thì đến năm 2006 Anna Hingley mới là người phụ nữ đầu tiên du hành bằng ngựa trên hành trình từ Broome đến Cairns.

## Khai thác khoáng sản

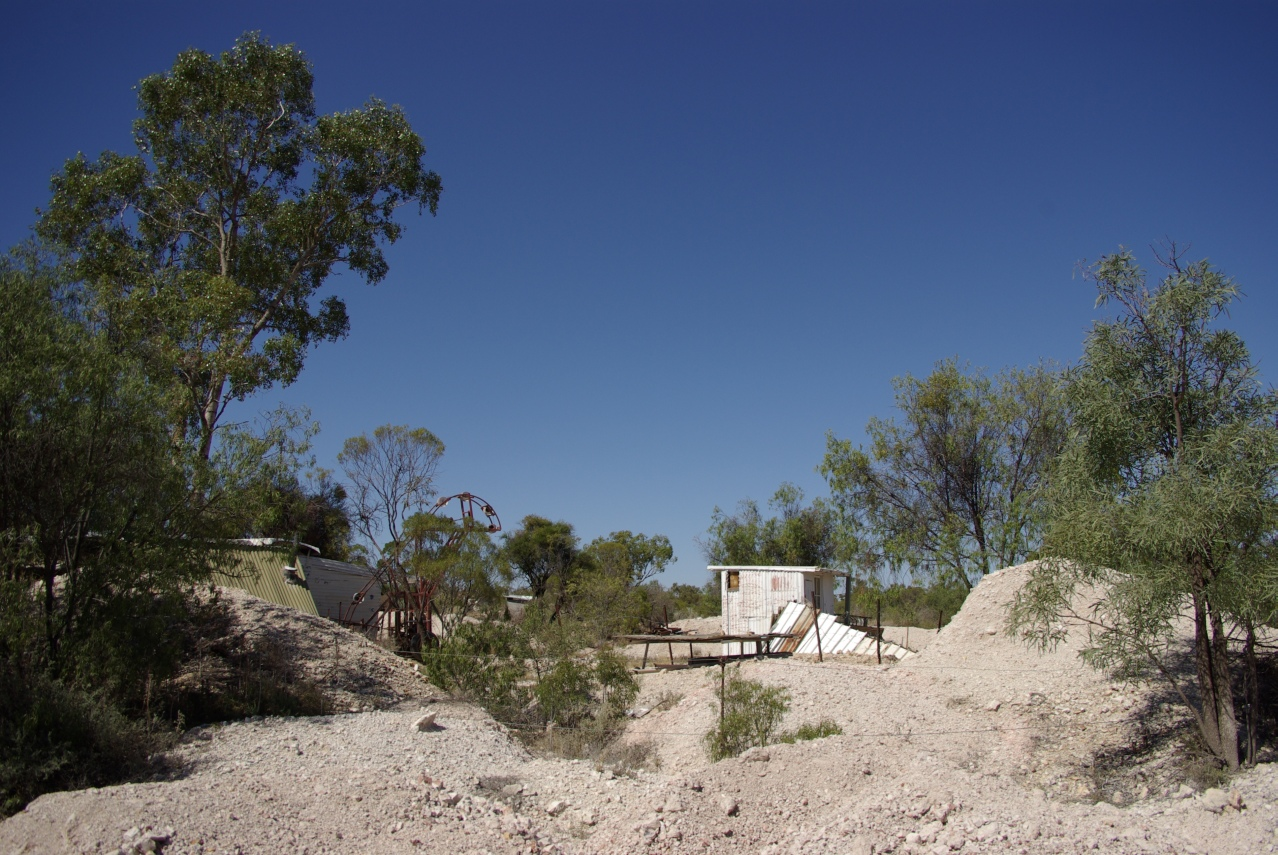
Bãi khai thác ở Lightning Ridge

Ngoài nông nghiệp, và du lịch, hoạt động kinh tế chính trong vùng là khai mỏ. Vì hoàn toàn thiếu vắng hoạt động kiến tạo núi và thời kỳ băng hà từ kỷ Permi (một số vùng là từ kỷ Cambri), các vùng này đặc biệt giàu quặng sắt, nhôm, mangan và urani, và có nhiều mỏ vàng, nickel, sắt, chì và kẽm. Các khu vực khai mỏ lớn nhất trong vùng bao gồm khai thác opal ở Coober Pedy, Lightning Ridge và White Cliffs, khai thác kim loại ở Broken Hill, Tennant Creek, đập Olympic và mỏ Challenger. Dầu mỏ và khí ga cũng được ở Cooper Basin xung quanh Moomba.
Ở bang Tây Úc, mỏ kim cương Argyle ở Kimberley là nhà sản xuất kim cương tự nhiên lớn nhất thế giới và đóng góp khoảng 1/3 sản lượng kim cương tự nhiên toàn cầu.  Nền kinh tế ở Pilbara hoàn toàn phụ thuộc vào công nghiệp khai mỏ và dầu khí. Hầu hết sản lượng quặng sắt của Úc là khai thác từ Pilbara và nó cũng là nơi có một trong những mỏ mangan lớn nhất trên thế giới.

## Dân cư
Các cộng đồng Thổ dân ở các khu vực hẻo lánh, như Anangu Pitjantjatjara Yankunytjatjara tọa lạc ở phía bắc Nam Úc, đã không bị chuyển đi như các cộng đồng nằm ở các khu vực nông nghiệp và thành thị lớn ven biển.
Tổng dân số thuộc những vùng hẻo lánh ở Úc đã giảm từ 700,000 dân trong năm 1996 xuống còn 690,000 trong năm 2006. Khu vực có mức giảm lớn nhất là ở Lãnh thổ Bắc Úc, trong khi cùng lúc lại tăng ở Camily và Pilbara. Tỷ lệ giới tính là 1040 nam trên 1000 nữ và 17% dân số là Người bản địa.
Với diện tích chiếm khoảng 70% nước Úc, vùng Outback chỉ có khoảng ít hơn 5% dân số nước này.

## Y tế

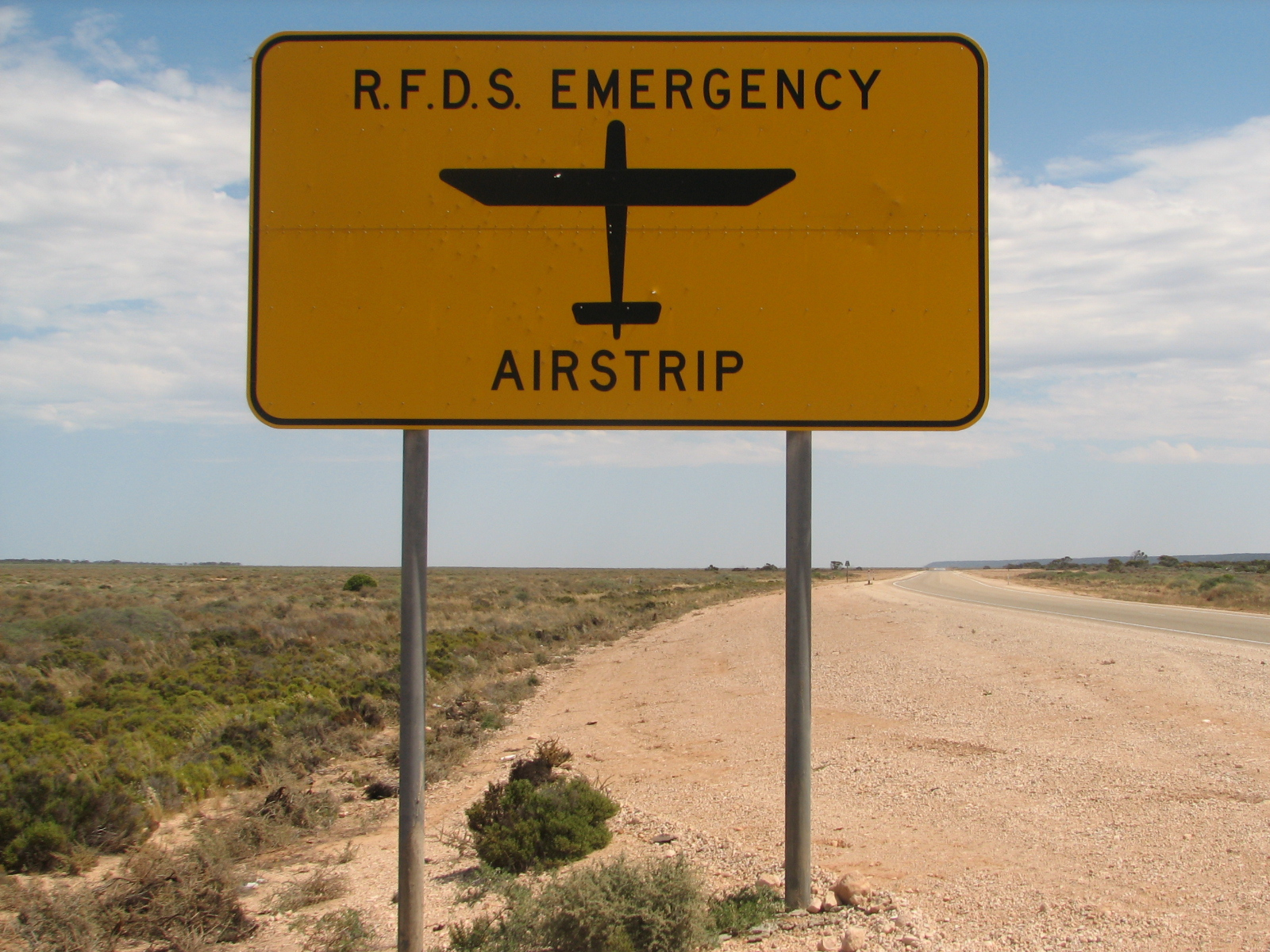
Một biển báo trên cao tốc Eyre cho biết có một đường băng khẩn cấp của RFDS phía trước.

Cơ quan Bác sĩ hàng không hoàng gia (RFDS) bắt đầu phục vụ từ năm 1928 dành cho cư dân ở các vùng xa xôi hẻo lánh của nước Úc. Trước đó, những bênh tật và chấn thương nghiêm trong thường đồng nghĩa với cái chết vì thiếu thốn các cơ sở y tế tiêu chuẩn và nhân lực đã qua đào tạo.

## Giáo dục
Tại hầu hết các cộng đồng hẻo lánh, số trẻ em quá ít để thành lập trường học thông thường. Thay vào đó, trẻ em học tập ngay tại nhà qua chương trình giáo dục từ xa. Ban đầu, các giáo viên giao tiếp với trẻ qua radio, nhưng hiện đã được thay thế bằng các vệ tinh viễn thông. Một số trẻ cũng học trường nội trú, tuy nhiên hầu hết chỉ ở cấp trung học.

## Thuật ngữ
Ý niệm về vùng đất "ngoài xa", ban đầu có nghĩa là những vùng đất nằm ngoài các khu định cư, đã có từ năm 1800. Việc vượt qua được dãy núi Xanh và những cuộc thám hiểm khác tiến vào các vùng đất nội địa đã mở ra một chiều kích hoàn toàn mới trong nhận thức. Thuật ngữ "outback" lần đầu tiên được xuất hiện trong văn bản vào năm 1869, khi tác giả rõ ràng nói đến phía tây của Wagga Wagga, New South Wales.
Theo thông tục, cụm từ "outback" được cho là "bên ngoài the Black Stump"". Vị trí của the Black Stump vẫn là một giả định và khác nhau tùy theo phong tục và câu chuyện dân gian. Thuật ngữ này có thể bắt nguồn từ quán rượu Black Stump, nằm cách Coolah, New South Wales chừng 10 km trên đường Gunnedah. Quán rượu đã được cho là đặt theo tên của Black Stump Run và Black Stump Creek gần đó, quán là trạm dừng chân quan trọng trên đường đến tây bắc New South Wales và đã là một điểm đánh dấu trong các hành trình.

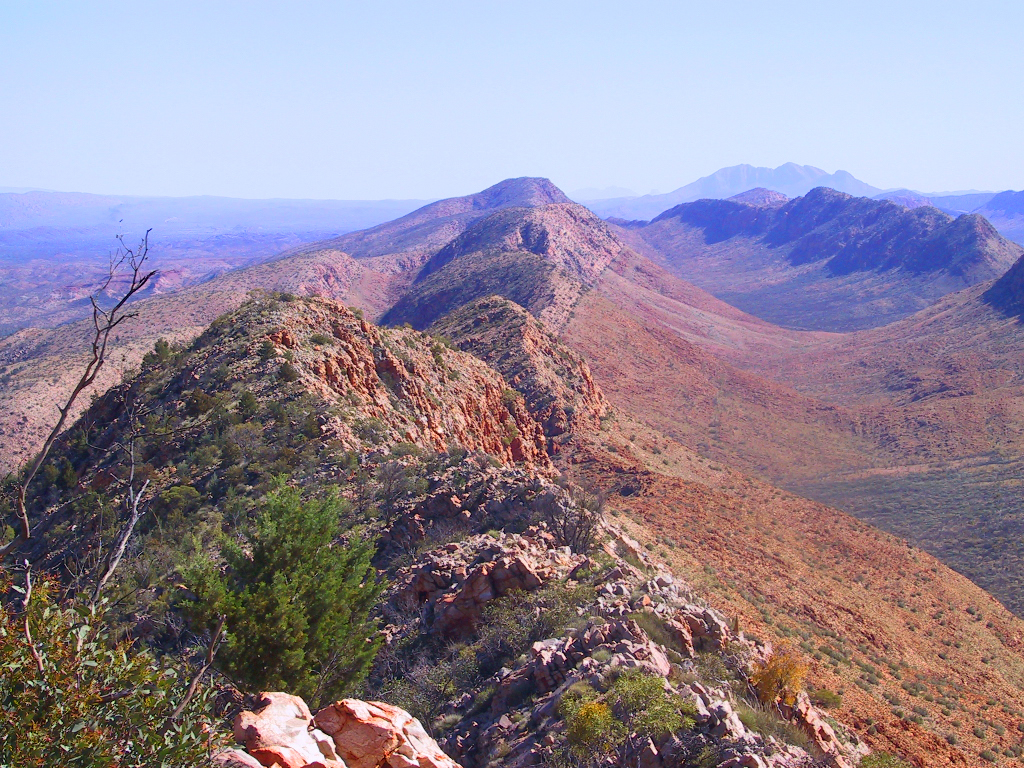
Dãy MacDonnell thuộc Lãnh thổ Bắc Úc, miền trung nước Úc.

"Never-Never" là một cụm từ ý chỉ những vùng xa xôi hơn của Outback. Outback cũng có thể là ý nói như "xa xôi cùng trời cuối đất", "xa khỏi o' Bourke" cho dù những cụm từ này hay được dùng khi nói đến cái gì ở rất xa một nơi nào đó hay là một nơi xa xôi. Khu vực phía bắc có nhiều nước của đại lục thường được gọi là "Top End" và phần nội địa khô cằn được gọi là "The Red Centre", vì cảnh quan rộng lớn đầy đất đỏ và cây cối thưa thớt.

## Đời sống hoang dã

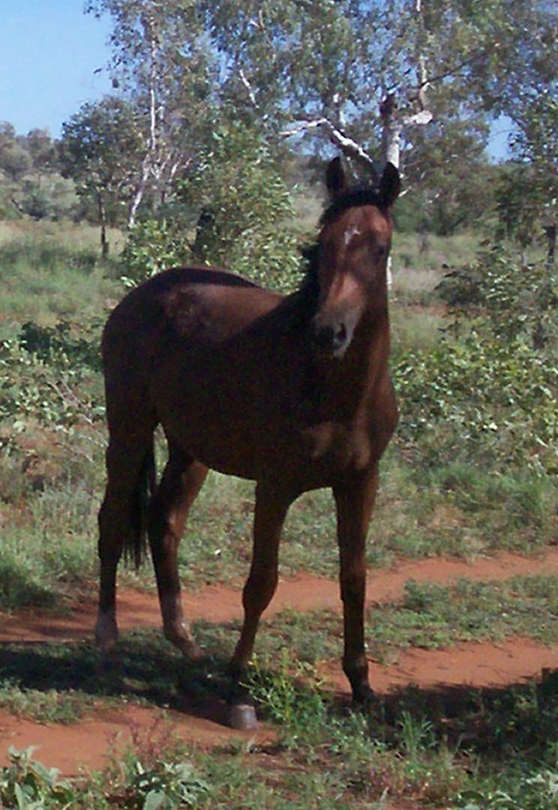
Một con ngựa hoang

Vùng đất sở hữu nhiều loại vật đã thích nghi tốt với điều kiện nơi đây, dù hầu hết số chúng hiếm khi xuất hiện. Nhiều loài động vật như Kangaroo đỏ và chó dingo thường trốn trong các bụi rậm để nghỉ ngơi và tránh thời gian nóng bức trong ngày.
Các loài chim rất đông đúc, hầu hết có  thể được nhìn thấy ở các hố nước vào lúc rạng đông hoặc chạng vạng tối. Những đàn vẹt khổng lồ như  Vẹt đuôi dài, vẹt mào, corella và galah thường xuyên xuất hiện. Trên mặt đất và các con đường, nhiều loài thằn lằn và rắn thường xuất hiện để phơi nắng nhưng đến mùa hè thì hiếm khi thấy chúng.
Các loài hoang dã.như lạc đà phát triển rất sung túc ở miền trung nước Úc,  chúng được mang đến đầu tiên bởi những người chăn lạc đà Afghanistan. Ngựa hoang được gọi là "brumby" vốn là ngựa trạm nhưng đã thoát ra ngoài hoang dã. Heo rừng, mèo và thỏ là các giống ngoại lai đang đe dọa làm suy thoái môi trường, do vậy rất nhiều tiền và công sức đã đổ ra nhằm diệt tận gốc chúng, bảo vệ hệ sinh thái mong manh.

## Du lịch

Dịch vụ xe buýt Coober Pedy Oodnadatta chạy trong vùng, chuyên phục vụ du lịch và bưu tín.

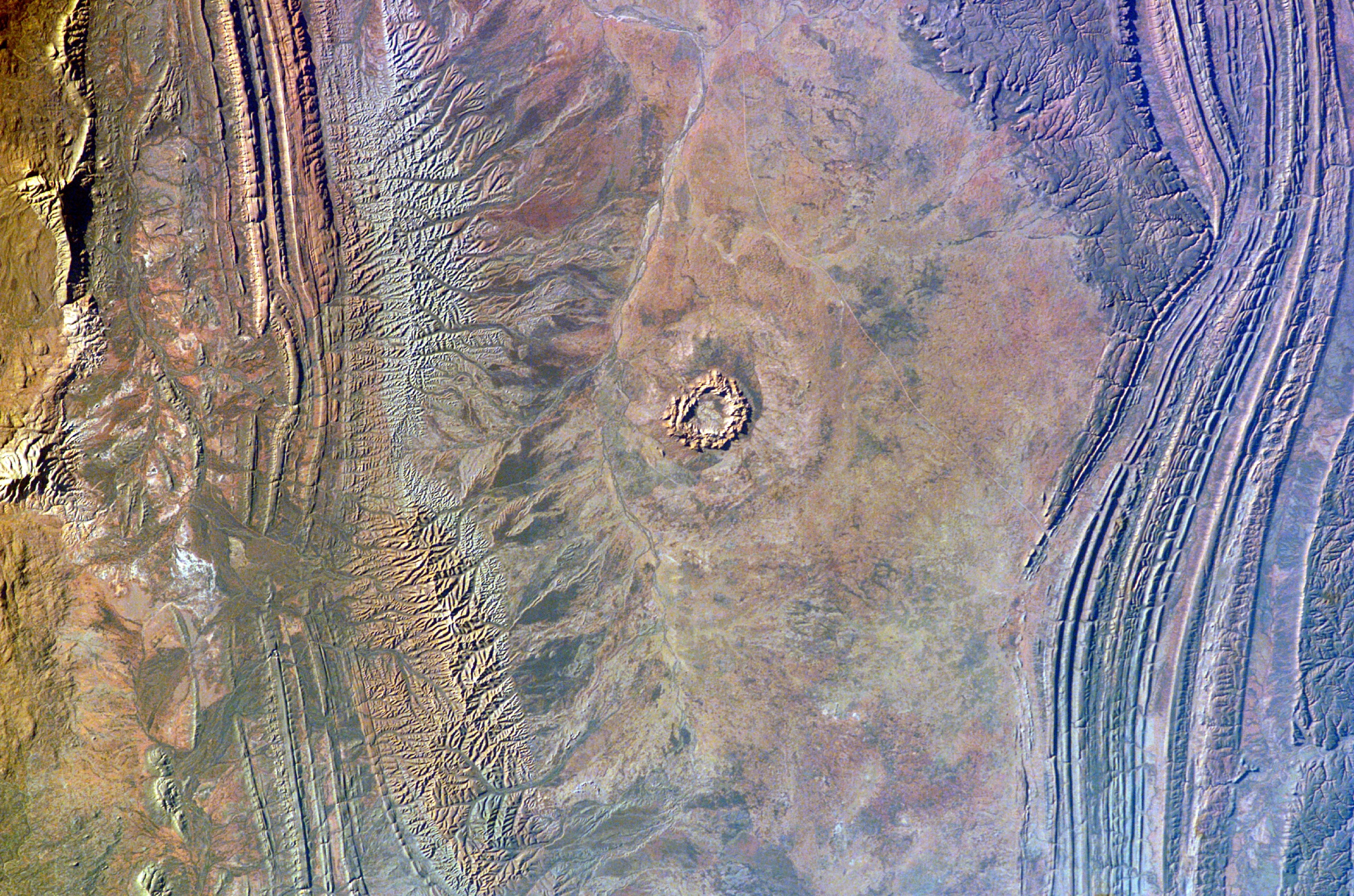
Miệng hố Gosses Bluff, một trong rất nhiều miệng hố va chạm trong vùng.

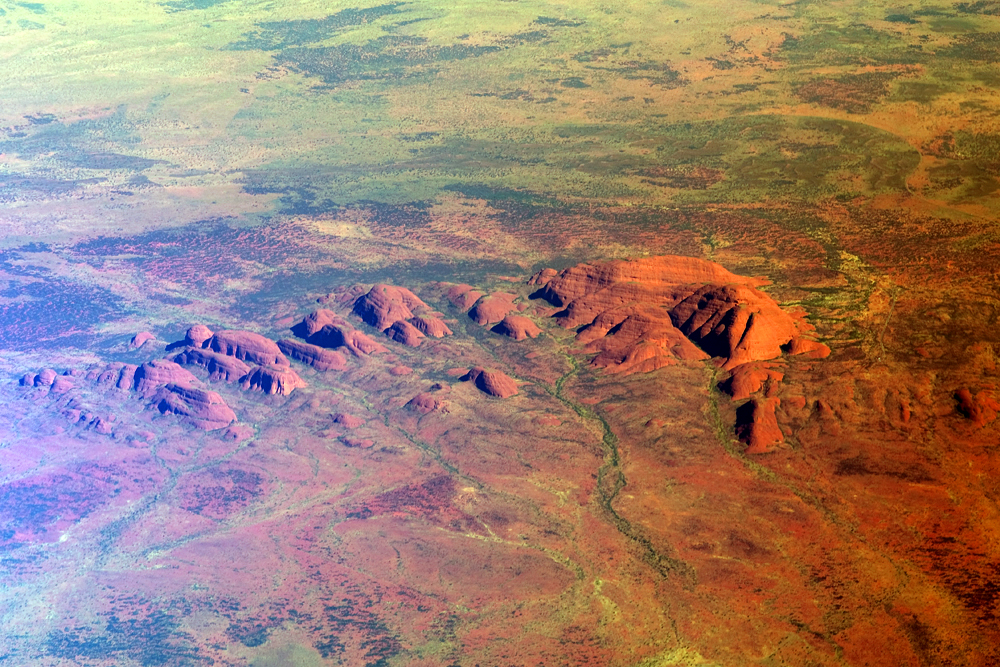
Quang cảnh từ trên không ở Kata Tjuta

Có rất nhiều địa điểm tham quan nổi tiếng trong khu vực. Một số điểm đến nổi tiếng như:
- Alice Springs, Northern Territory
- Australian Stockman's Hall of Fame
- Birdsville, Queensland
- Broken Hill, New South Wales
- Broome
- Coober Pedy, South Australia
- Devils Marbles
- Kakadu National Park
- Kalgoorlie-Boulder, Western Australia
- Kata Tjuta (The Olgas)
- Katherine Gorge
- Kings Canyon (Watarrka)
- MacDonnell Ranges
- Monkey Mia
- Mount Isa, Queensland
- Mount Augustus National Park
- Tennant Creek, Northern Territory
- Uluru (Ayers Rock)
- Willandra Lakes Region

Du khách thăm Outback thường là tự lái xe đến, hoặc thuê phương tiện vận chuyển hoặc các tour du lịch được tổ chức sẵn. Du khách có thể đến thăm các khu vực xa xôi dễ dàng bằng các tuyến đường chính và không cần lập kế hoạch. Tuy nhiên, để đến những vùng xa xôi nhất đòi hỏi phải có kế hoạch từ trước và có phương tiện di chuyển phù hợp, đáng tin cậy (thông thường là xe bốn bánh). Cũng cần lượng nhu yếu phẩm đáng kể và các trang thiết bị cần thiết (bao gồm cả phần dự trữ phòng hờ). Không nên đi đến các khu vực đặc biệt này nếu chỉ có 1 phương tiện duy nhất, trừ khi du khách được trang bị đầy đủ với công nghệ giao tiếp hiện đại (như điện thoại vệ tinh, EPIRB v.v.). Du khách có thể ghé thăm những khu vực này theo đoàn. Thỉnh thoảng đã có trường hợp du khách và dân địa phương tử vong trong các chuyến đi chỉ vì không mang đủ nước và thức phẩm hoặc rời bỏ phương tiện di chuyển để tìm sự giúp đỡ. Du khách cần thông báo trước cho ai đó đáng tin cậy về đường đi và lịch trình cụ thể của mình, và lưu ý rằng việc tìm kiếm một phương tiện giao thông thì dễ dàng hơn là một cá nhân vì vậy, trong trường hợp xảy ra sự cố thì không được rời bỏ phương tiện. Những vùng đất này sở hữu số lượng sinh vật rất đa dạng, như kangaroo, đà điểu và chó dingo. Hàng rào ngăn chó dingo đã được xây dựng nhằm ngăn cản chó dingo tiến đến các vùng nông nghiệp ở phía đông nam của đại lục. Những vùng tương đối màu mỡ chủ yếu được dùng làm bãi chăn thả để nuôi cừu hoặc gia súc tại các trại chăn nuôi được thuê từ chính phủ liên bang. Khu vực Riversleigh, Queensland, là một trong những địa điểm hóa thạch nổi tiếng nhất của Úc và đã được đưa vào danh sách di sản thế giới từ năm 1994. Khu vực rộng 100 km2 (39 dặm vuông) có các mẫu hóa thạch của nhiều loài thú có vú, chim và bò sát cổ đại thuộc thế Oligocene và Miocene.

## Giao thông

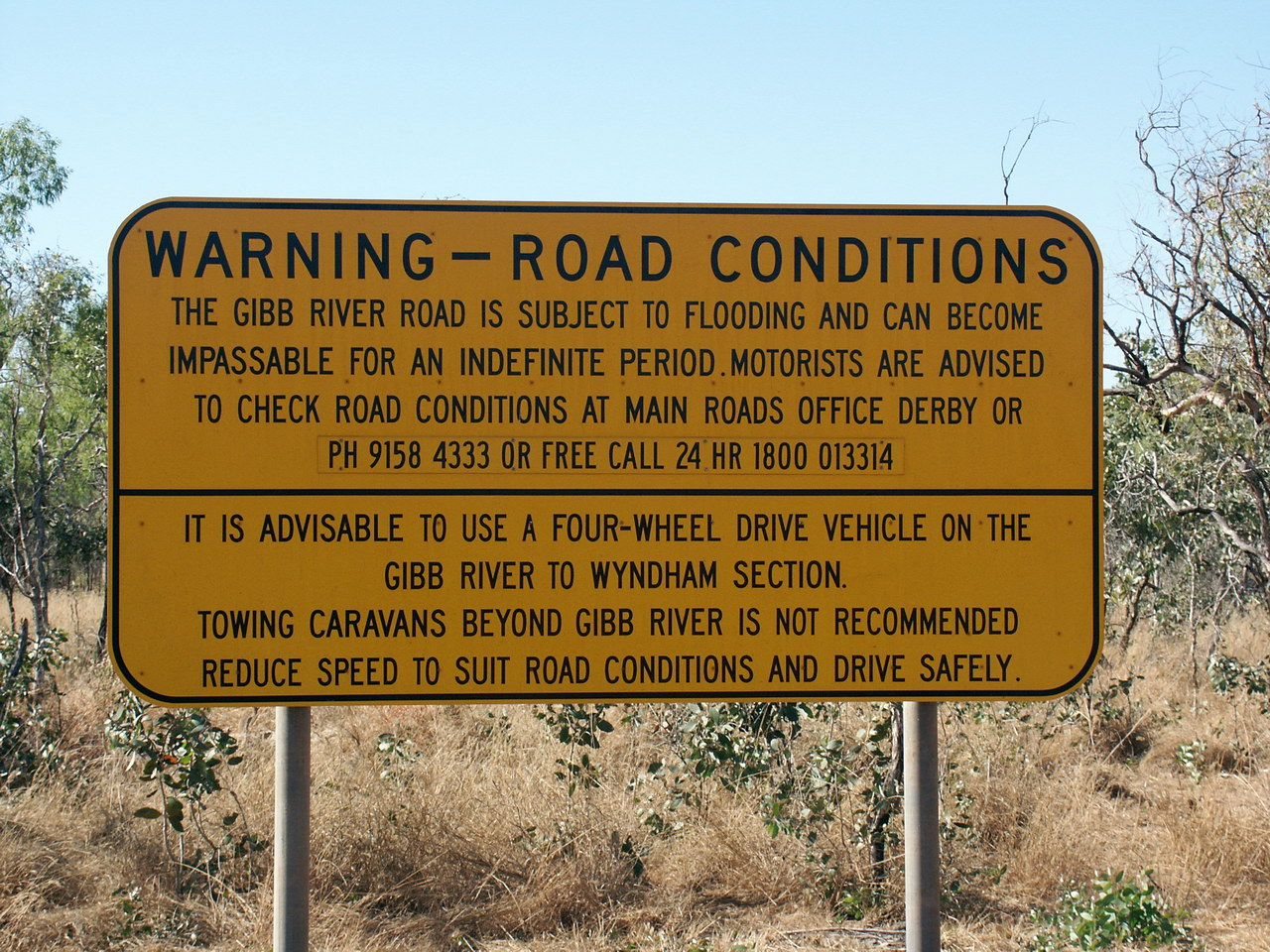
Một biển cảnh báo tình trạng giao thông nguy hiểm.

Vùng này là nơi từng có nhiều tuyến đường lịch sử qua lại.  Hầu hết các tuyến cao tốc chính đều được trải nhựa đường rất tốt, trong khi các con đường còn lại thì vẫn còn là đường đất. Đường sá ở các khu vực đầy đá và cát thì cần phải có phương tiện bốn bánh vượt địa hình, dự trữ nhiên liệu, lốp, thực phẩm và nước từ trước. Tuy nhiên hầu hết các con đường trong vùng là dễ dàng đi bằng phương tiện bình thường, yêu cầu có bảo dưỡng. Tài xế không quen với đường đất nên đặc biệt thận trọng – lời khuyên là cần giảm tốc độ, bảo dưỡng bổ sung, và tránh lái vào ban đêm bởi vì có thể gặp phải thú vật đi lạc trên đường. Không nên đi du lịch trong thời gian mùa mưa ở phía bắc (tháng 11 tới tháng tư) khi các trận mưa như trút nước sẽ nhanh chóng làm các con đường đất lầy lội, không đi được. Tại các vùng xa xôi nhất của nước Úc, các điểm bán nhiên liệu cách nhau hàng trăm cây số vì vậy cần phải dự trữ nhiên liệu hoặc tính toán địa điểm sẽ đổ xăng cẩn thận, tránh trường hợp hết xăng dọc đường. Thêm vào đó, nhiều con đường có những xe kéo chở hàng nhiều toa (thường được gọi là tàu đường bộ) đi qua, lái xe phải cực kỳ lưu tâm khi đi xung quanh các xe này do chiều dài và trọng lượng khổng lồ (thường là ba toa kéo đầy hàng) và lượng bụi tạo ra bởi các lốp xe kích thước 46+.
Cao tốc Stuart chạy từ bắc xuống nam xuyên qua trung tâm của lục địa, gần như song hành với tuyến đường sắt Adelaide–Darwin. Người ta đã đề xuất phát triển tuyến đường chạy theo hướng tây nam - đông bắc đáp ứng mọi kiểu thời tiết (đường không trải nhựa được xây dựng bằng vật liệu không tạo ra bùn khi có mưa) băng qua lục địa theo đường chéo xuất phát từ Laverton, Tây Úc (phía bắc của Kalgoorlie), xuyên qua lãnh thổ Bắc Úc đến Winton, Queensland.
Giao thông đường hàng không dựa vào dịch vụ bưu tín ở một số khu vực, vì dân cư thưa thớt và đường sá đóng cửa trong mùa mưa. Hầu hết mỏ khoáng sản có một đường băng và nhiều nơi sử dụng lực lượng lao động bay đi bay về. Tương tự, gần như các trang trại nuôi cừu và gia súc nào cũng có  một đường băng và số ít thì có máy bay riêng. Chăm sóc y tế và dịch vụ cứu thương được cung cấp bởi Cơ quan Bác sĩ Hàng không Hoàng gia (RFDS). School of the Air là một trường học bằng công nghệ radio sử dụng trạm radio của RFDS.